# Association Opposed to Woman Suffrage in Canada
Association Opposed to Woman Suffrage in Canada (AOWSC), var en kanadensisk kvinnoorganisation, grundad 1913.
Den grundades av konservativa kvinnor under ledning av Sarah Trumbull Warren. Deras åsikt var att kvinnor hade en viktig roll att fylla inom andra samhällsfrågor och att rösträtt och politiska frågor skulle ta deras energi från andra frågor, och att reformen därför inte var i nationens intresse.  
Kvinnor i Kanada fick rösträtt 1917. 